# Malta op het Eurovisiesongfestival
Malta doet sinds 1971 mee aan het Eurovisiesongfestival.

## Geschiedenis

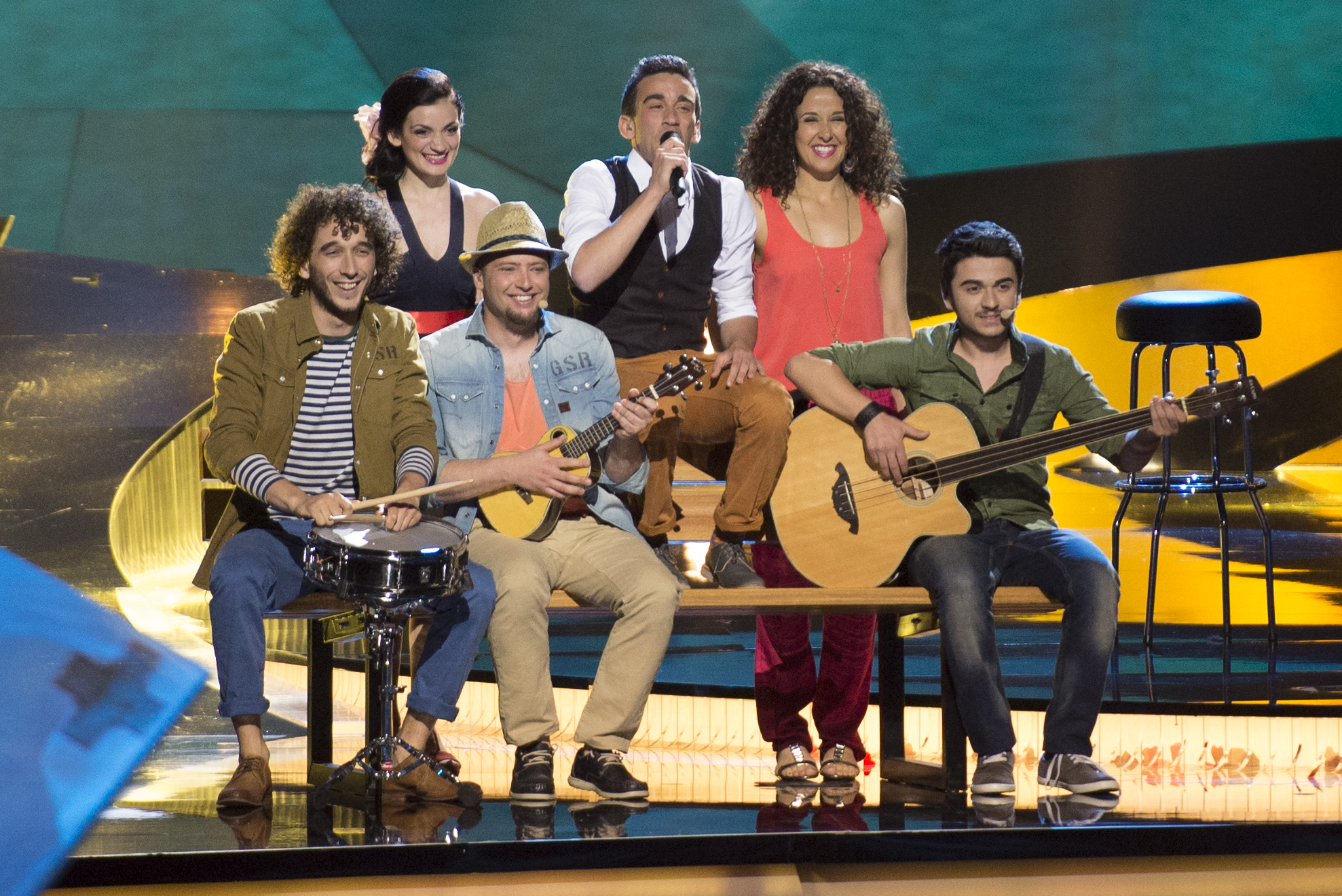
Gianluca Bezzina zong Malta naar de achtste plaats in 2013.

### 1971–1975
Malta maakte in 1971 zijn eerste opwachting. Joe Grech zong in het Maltees, en werd meteen laatste. In 1972 herhaalde de geschiedenis zich voor het land. Hierna bleven de Maltezen twee jaar thuis, maar in 1975 waagden ze, ditmaal in het Engels, een nieuwe poging die iets beter afliep: een twaalfde plaats op negentien.
Het zou daarna tot 1991 duren voordat Malta opnieuw deelnam. Eind jaren 80 wilde het land terugkeren, maar de EBU hield dit tegen omdat ze het aantal deelnemers niet wilde verhogen.

### Jaren 90
In 1991 nam Nederland niet deel vanwege de dodenherdenking en daarop vroeg de EBU of Malta de lege plaats wilde opvullen. In eerste instantie zou het gaan om een eenmalige deelname. Met Could it be eindigde Malta echter zesde, en daarom werd besloten het aantal deelnemers alsnog te verhogen, zodat Malta hierna kon blijven deelnemen. Vanaf dan ontpopte Malta zich tot een van de succesvolste Eurovisielanden, zij het nog zonder overwinningen.
Malta haalde tussen 1991 en 2005 slechts driemaal géén plaats in de top 10. In 1992 was er een derde plaats voor Mary Spiteri, en in 1998 leek het lange tijd op dat Malta zou kunnen gaan winnen. Pas tijdens de bekendmaking van de punten van de laatste jury werd zangeres Chiara dat vooruitzicht ontnomen. Zij werd uiteindelijk ook derde.

### 2002 tot 2016

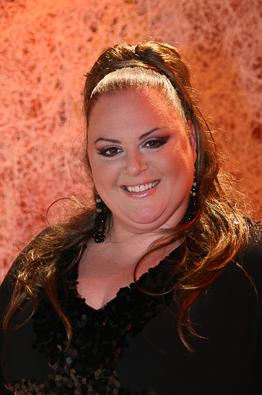
Chiara nam voor Malta drie keer deel aan het Eurovisiesongfestival.

Ook in 2002 stond Malta een tijd lang bovenaan op het scorebord, maar uiteindelijk moest het Letland laten voorgaan. In 2005 ten slotte haalde zangeres Chiara haar tweede medailleplaats, ditmaal tweede.
In 2003 haalde Malta pas haar eerste echt lage positie sinds de terugkeer in 1991, met slechts 4 punten en een 25e plaats op 26. In 2006 kreeg Malta welgeteld 1 punt van Albanië en belandde daarmee op de laatste plaats in de finale.
In 2007 werd Malta bij haar 20e deelname vertegenwoordigd door Olivia Lewis. Deze zangeres had al tien maal eerder geprobeerd om door de nationale finale heen te geraken en bij de elfde maal was het haar eindelijk gelukt. In tegenstelling tot de 19 eerdere Maltese bijdragen, belandde haar lied Vertigo echter niet in de finale van het Eurovisiesongfestival. Ze werd namelijk slechts 25e in de halve finale met 15 punten.
Na het allesbehalve succesvolle resultaat van Malta in 2007 was het de vraag of het land nog wilde deelnemen aan het Eurovisiesongfestival 2008. Blocvoting in combinatie met televoting zou het land bijzonder benadelen, omdat ze als "eenzaam eilandje" in de Middellandse Zee maar weinig "bevriende buurlanden" zou hebben. Toch besliste het land alsnog aan het Eurovisiesongfestival van 2008 te zullen deelnemen. Het bleef dat jaar echter wederom steken in de halve finale.
In 2009 deed zangeres Chiara voor de derde maal mee voor Malta. Het land haalde de finale maar ging daar onderuit met een 22ste plaats. In 2010 en 2011 wist Malta geen plaats te veroveren in de finale. Bij de 25ste deelname van Malta, in 2012, bezorgde Kurt Calleja het land wel weer een finaleplaats en eindigde daarin op een 21ste plaats. Ook in 2013 en 2014 haalde het land de finale. In 2013 eindigde het land met Gianluca Bezzina zelfs weer in de top 10 (achtste plaats). In 2015 kon het land niet doorstoten. In 2016 werd Malta na veertien jaar weer vertegenwoordigd door Ira Losco. Haar tweede plaats van 2002 evenaarde ze niet; ze eindigde in de finale op de twaalfde plaats.

### 2017 en verder
In 2017 nam Malta voor de dertigste keer deel aan het songfestival. Het stuurde Claudia Faniello naar Kiev, zus van Fabrizio Faniello die al eerder voor Malta aan het festival meedeed. Zij kreeg met haar ballade Breathlessly echter geen enkel punt van de televoters en verkreeg zodoende geen finaleplaats. Ook in 2018 zat er geen finaleplaats in: Christabelle werd met Taboo 13de in de tweede halve finale. Zangeres Michela wist Malta in 2019 wel naar de finale te loodsen, maar strandde daar in de middenmoot met het nummer Chameleon.
In 2020 zou Malta vertegenwoordigd worden door Destiny, die voor Malta in 2015 al het Junior Eurovisiesongfestival had gewonnen. Vanwege de coronapandemie ging het festival dat jaar echter niet door, waarna de Maltese omroep besloot om de zangeres in 2021 een tweede kans te gunnen. Haar nummer voor dat jaar werd Je me casse, dat volgens de peilingen een van de favorieten was op de eindzege. Destiny slaagde erin de eerste halve finale te winnen, maar werd pas zevende in de grote finale. In de finale werd ze derde bij de vakjury's, maar slechts veertiende bij de televoters.
In 2022 won Emma Muscat de Maltese voorronde met het nummer Out of sight. Net zoals in 2016 met Ira Losco werd de inzending evenwel nog gewijzigd en Muscat trad op het festival in Turijn uiteindelijk aan met het nummer I am what I am. Hiermee veroverde Malta geen finaleplaats.

## Taal
Malta heeft, afgezien van de eerste twee deelnames, altijd Engelstalige liedjes ingestuurd. Het Engels is naast het Maltees een officiële taal op Malta. Vanaf de jaren negentig profiteerde Malta ervan een van de slechts drie landen te zijn die het Engels mochten gebruiken, maar sinds dit in 1999 aan ieder land werd toegestaan, bleven de resultaten vrijwel op hetzelfde niveau.

## Maltese deelnames
| Jaar | Artiest                     | Titel                 | Fin. | Ptn. | Semi | Ptn. | Taal              |
| ---- | --------------------------- | --------------------- | ---- | ---- | ---- | ---- | ----------------- |
| 1971 | Joe Grech                   | Marija l-Maltija      | 18   | 52   |      |      | Maltees           |
| 1972 | Helen & Joseph              | L'imħabba             | 18   | 48   |      |      | Maltees           |
| 1975 | Renato                      | Singing this song     | 12   | 32   |      |      | Engels            |
| 1991 | Paul Giordimaina & Georgina | Could it be           | 6    | 106  |      |      | Engels            |
| 1992 | Mary Spiteri                | Little child          | 3    | 123  |      |      | Engels            |
| 1993 | William Mangion             | This time             | 8    | 69   |      |      | Engels            |
| 1994 | Chris & Moira               | More than love        | 5    | 97   |      |      | Engels            |
| 1995 | Mike Spiteri                | Keep me in mind       | 10   | 76   |      |      | Engels            |
| 1996 | Miriam Christine            | In a woman's heart    | 10   | 68   |      |      | Engels            |
| 1997 | Debbie Scerri               | Let me fly            | 9    | 66   |      |      | Engels            |
| 1998 | Chiara                      | The one that I love   | 3    | 165  |      |      | Engels            |
| 1999 | Times Three                 | Believe 'n peace      | 15   | 32   |      |      | Engels            |
| 2000 | Claudette Pace              | Desire                | 8    | 73   |      |      | Engels en Maltees |
| 2001 | Fabrizio Faniello           | Another summer night  | 9    | 48   |      |      | Engels            |
| 2002 | Ira Losco                   | Seventh wonder        | 2    | 164  |      |      | Engels            |
| 2003 | Lynn Chircop                | To dream again        | 25   | 4    |      |      | Engels            |
| 2004 | Julie & Ludwig              | On again... Off again | 12   | 50   | 8    | 74   | Engels            |
| 2005 | Chiara                      | Angel                 | 2    | 192  | X    | X    | Engels            |
| 2006 | Fabrizio Faniello           | I do                  | 24   | 1    | X    | X    | Engels            |
| 2007 | Olivia Lewis                | Vertigo               | X    | X    | 25   | 15   | Engels            |
| 2008 | Morena                      | Vodka                 | X    | X    | 14   | 38   | Engels            |
| 2009 | Chiara                      | What if we            | 22   | 31   | 6    | 86   | Engels            |
| 2010 | Thea Garrett                | My dream              | X    | X    | 12   | 45   | Engels            |
| 2011 | Glen Vella                  | One life              | X    | X    | 11   | 54   | Engels            |
| 2012 | Kurt Calleja                | This is the night     | 21   | 41   | 7    | 70   | Engels            |
| 2013 | Gianluca Bezzina            | Tomorrow              | 8    | 120  | 4    | 118  | Engels            |
| 2014 | Firelight                   | Coming home           | 23   | 32   | 9    | 63   | Engels            |
| 2015 | Amber                       | Warrior               | X    | X    | 11   | 43   | Engels            |
| 2016 | Ira Losco                   | Walk on water         | 12   | 153  | 3    | 209  | Engels            |
| 2017 | Claudia Faniello            | Breathlessly          | X    | X    | 16   | 55   | Engels            |
| 2018 | Christabelle                | Taboo                 | X    | X    | 13   | 101  | Engels            |
| 2019 | Michela                     | Chameleon             | 14   | 107  | 8    | 157  | Engels            |
| 2021 | Destiny Chukunyere          | Je me casse           | 7    | 255  | 1    | 325  | Engels            |
| 2022 | Emma Muscat                 | I am what I am        | X    | X    | 16   | 47   | Engels            |
| 2023 | The Busker                  | Dance (our own party) | X    | X    | 15   | 3    | Engels            |
| 2024 | Sarah Bonnici               | Loop                  | X    | X    | 16   | 13   | Engels            |
| 2025 | Miriana Conte               | Serving               | 17   | 91   | 9    | 53   | Engels            |

| Kleur | Betekenis      |
| ----- | -------------- |
|       | Eerste plaats  |
|       | Tweede plaats  |
|       | Derde plaats   |
|       | Laatste plaats |
|       | Gastland       |

## Punten
De tabellen beslaan de jaren 1971-2025. Punten uit halve finales zijn in deze tabellen niet meegerekend.
| Plaats | Land                | Punten |
| ------ | ------------------- | ------ |
| 1      | Italië              | 252    |
| 2      | Zweden              | 189    |
| 3      | Verenigd Koninkrijk | 168    |
| 4      | Griekenland         | 109    |
| 5      | Cyprus              | 105    |

| Plaats | Land                | Punten |
| ------ | ------------------- | ------ |
| 1      | Verenigd Koninkrijk | 117    |
| 2      | Ierland             | 115    |
| 3      | Spanje              | 100    |
| 4      | Zweden              | 89     |
| 5      | Kroatië             | 85     |

### Twaalf punten gegeven aan Malta
| Aantal | Land                  | Wanneer              |
| ------ | --------------------- | -------------------- |
| 3      | Kroatië               | 1995, 1996, 2002     |
| 3      | Zweden                | 1991, 1992, 2021 (j) |
| 2      | Bosnië en Herzegovina | 1994, 1995           |
| 2      | Denemarken            | 2001, 2002           |
| 2      | Ierland               | 1991, 1998           |
| 2      | Noorwegen             | 1998, 2021 (j)       |
| 2      | Slowakije             | 1996, 1998           |
| 2      | Verenigd Koninkrijk   | 1998, 2002           |
| 1      | Australië             | 2021 (j)             |
| 1      | Luxemburg             | 1992                 |
| 1      | Montenegro            | 2016 (j)             |
| 1      | Portugal              | 1992                 |
| 1      | Roemenië              | 2021 (j)             |
| 1      | Rusland               | 2005                 |
| 1      | Spanje                | 1992                 |
| 1      | Turkije               | 1997                 |
| 1      | Wit-Rusland           | 2019 (j)             |

(j) = vakjury; (t) = televoting

### Twaalf punten gegeven door Malta
(Vetgedrukte landen waren ook de winnaar van dat jaar.)
| Jaar | Land       | Jaar | Land                | Jaar | Land                                  | Jaar | Land                               |
| ---- | ---------- | ---- | ------------------- | ---- | ------------------------------------- | ---- | ---------------------------------- |
| 1975 | Nederland  | 1999 | Zweden              | 2008 | Zweden                                | 2017 | Italië (j+t)                       |
| 1991 | Cyprus     | 2000 | Rusland             | 2009 | IJsland                               | 2018 | Cyprus (j) Italië (t)              |
| 1992 | Ierland    | 2001 | Estland             | 2010 | Azerbeidzjan                          | 2019 | Italië (j+t)                       |
| 1993 | Ierland    | 2002 | Cyprus              | 2011 | Azerbeidzjan                          | 2021 | Albanië (j) Italië (t)             |
| 1994 | Slowakije  | 2003 | IJsland             | 2012 | Azerbeidzjan                          | 2022 | Spanje (j) Verenigd Koninkrijk (t) |
| 1995 | Kroatië    | 2004 | Griekenland         | 2013 | Azerbeidzjan                          | 2023 | Zweden (j) Italië (t)              |
| 1996 | Oostenrijk | 2005 | Cyprus              | 2014 | Italië                                | 2024 | Zwitserland (j) Oekraïne (t)       |
| 1997 | Spanje     | 2006 | Zwitserland         | 2015 | Italië                                | 2025 | Armenië (j) Estland (t)            |
| 1998 | Israël     | 2007 | Verenigd Koninkrijk | 2016 | Verenigd Koninkrijk (j) Australië (t) |      |                                    |

(j) = vakjury; (t) = televoting